# Пепсин

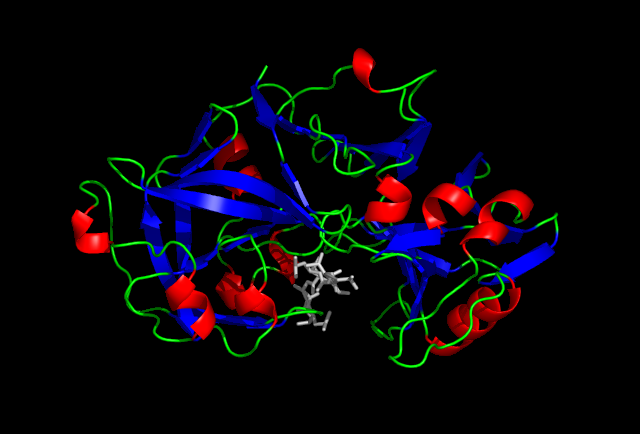
Пепсин в комплексі з пепстатином.

Пепси́н (від грец. pepsis — «травлення», КФ 3.4.23.1) — протеаза травної системи хребетних, що виділяється зимогенними клітинами шлунку з метою перетворення білків їжі на пептиди.
Пепсин був вперше відкритий Теодором Шванном в 1836 році і був першим відкритим ферментом тварин. Шванн придумав свою назву від грецького слова πέψις pepsis, що означає «травлення» (від πέπτειν peptein «перетравлювати»). Кислотною речовиною, яка здатна перетворювати продукти на основі азоту у водорозчинний матеріал, було визначено пепсин. У 1928 році він став одним із перших ферментів, які були кристалізовані, коли Джон Говард Нортроп кристалізував його за допомогою діалізу, фільтрації та охолодження.

## Загальні відомості
Пепсин (Pepsinum) — фермент шлункового соку. Молекулярна маса 35 000. Молекула пепсину складається з 340 амінокислотних залишків. Пепсин гідролізує білки до пептидів. Оптимальну дію має при pH близько 2,0. Попередник пепсину — пепсиноген, що виробляється клітинами слизової оболонки шлунка, перетворюється на пепсин у присутності соляної кислоти, яка міститься в шлунковому соку.
Неактивний попередник Пепсину — пепсиноген, що виробляється клітинами слизової оболонки фундальної частини шлунка, перетворюється на пепсин у присутності соляної кислоти, що міститься в шлунковому соку. Процес активації протікає автокаталітично з максимальною швидкістю при pH = 2. Від N-кінцевої ділянки молекули пепсиногена відщеплюється кілька пептидів із загальною масою 8000.
Пепсин — глобулярний білок із молекулярною масою близько 34 500. Молекула пепсину — поліпептидний ланцюг, що складається з 340 амінокислот, містить три дисульфідні зв'язки (-S-S-) і фосфорну кислоту. Пепсин — ендопептідаза, тобто фермент, який розщеплює центральні пептидні зв'язки в молекулах білків і пептидів (крім кератинів та інших склеропротеінів) з утворенням простіших пептидів і вільних амінокислот. З найбільшою швидкістю пепсин гідролізує пептидні зв'язки, утворені ароматичними амінокислотами — тирозином і фенілаланіном, проте, на відміну від інших протеолітичних ферментів — трипсина і хімотрипсина, — суворою специфічністю не володіє.
Пепсин використовують в лабораторіях для вивчення первинної структури білків, в сироварінні і при лікуванні деяких захворювань шлунково-кишкового тракту.
Природним інгібітором пепсину є пепстатин.

## Роль пепсину в травленні
Пепсини відіграють значну роль в травленні у ссавців, у тому числі у людини, будучи ферментом, виконуючим один із важливих етапів у ланцюжку перетворень білків їжі на амінокислоти. Залозами шлунку пепсин виробляється в неактивному вигляді, переходить в активну форму при впливі на нього соляної кислоти. Пепсин діє тільки в кислому середовищі шлунка і при попаданні в лужне середовище дванадцятипалої кишки стає неактивним.
Пепсин виробляється головними клітинами залоз дна і тіла шлунка. У чоловіків дебіт пепсину становить від 20 до 35 мг на годину (базальна секреція) до 60—80 мг на годину (секреція, стимульована пентагастрином, максимальна). У жінок — на 25—30 % менше. Головними клітинами пепсин секретується, резервується і виводиться в неактивній формі у вигляді профермента пепсиногена. Перетворення пепсиногена в пепсин відбувається в результаті відщеплення з N-кінцевої ділянки пепсиногена кількох пептидів, один із яких відіграє роль інгібітора. Процес активації йде в кілька стадій і каталізується соляною кислотою шлункового соку і самим пепсином (автокаталіз). Пепсин забезпечує дезагрегацію білків, що передує їх гідролізові й полегшує його. Як каталізатор він володіє протеазною й пептидазнаю дією.
Протеолітична активність пепсину спостерігається при pH < 6, досягаючи максимуму при pH = 1,5—2,0. При цьому один грам пепсину за дві години може розщеплювати ~50 кг яєчного альбуміну, звурджувати ~100 000 л молока, розчиняти ~2000 л желатину.

## Гени пепсиногенів у людини
У людини наявно 3 гени пепсиногенів A (PGA3, PGA4, PGA5) та ген гастриксину (пепсиногену C).